# Ao Correr da Pena
Ao correr da pena é uma crônica do escritor brasileiros José de Alencar em 1874 pela editora Typografia Allemã em São Paulo. A obra é uma reunião dos folhetins publicados por Alencar no jornal Correio Mercantil entre 3 de setembro de 1854 e 8 de julho de 1855, e no Diário do Rio de Janeiro, de 7 de outubro a 25 de novembro desse mesmo ano.

## Crítica
Sobre os temas preferenciais e as experiências exigidas de um cronista do Segundo Império, escreveu Brito Broca o seguinte, como tentativa de explicar a pequena produção de Alencar nesse gênero: "condição essencial para ser um bom folhetinista na época era frequentar os salões, os teatros e as galerias da Câmara e do Senado. Os folhetins giravam frequentemente em torno de três assuntos que polarizavam o interesse e as atenções da sociedade brasileira do Segundo Reinado: o mundanismo (bailes, festas, recepções), a vida teatral (principalmente os espetáculos líricos) e a política (a eterna torcida provocada pelo revezamento dos partidos e a queda dos ministérios)". E o que mudou no interesse da sociedade brasileira de lá para cá?